# La Marque (film, 1961)
Pour les articles homonymes, voir La Marque.
La Marque (The Mark) est un film britannique réalisé par Guy Green, sorti en 1961.

## Synopsis
Un ex prisonnier, ayant des troubles sexuels, essaie de se réinsérer dans la société. 

## Fiche technique
- Titre : La Marque
- Titre original : The Mark
- Réalisation : Guy Green
- Scénario : Sidney Buchman et Stanley Mann d'après le livre de Charles E. Israel
- Production : Raymond Stross
- Musique : Richard Rodney Bennett
- Photographie : Dudley Lovell
- Costumes : Kay Nelson
- Montage : Peter Taylor
- Pays d'origine : Royaume-Uni
- Format : Noir et blanc - 2,35:1 - Mono
- Genre : Drame
- Durée : 127 minutes
- Date de sortie : 1961

## Distribution
- Maria Schell : Ruth Leighton
- Stuart Whitman : Jim Fuller
- Rod Steiger : Docteur Edmund McNally
- Brenda De Banzie : Mme Cartwright
- Donald Houston : Austin
- Donald Wolfit : Clive
- Paul Rogers : Milne
- Maurice Denham : Arnold Cartwright